# فيديريكو موريتي
فيديريكو موريتي (بالإيطالية: Federico Moretti)‏ (مواليد 28 أكتوبر 1988 في جنوى - إيطاليا) لاعب كرة قدم إيطالي يلعب حاليا لصالح نادي الدرجة الأولى كاتانيا الإيطالي منذ 2009 في مركز المهاجم .

## روابط خارجية
- فيديريكو موريتي على موقع قاعدة بيانات كرة القدم.إي يو (الإنجليزية)
- فيديريكو موريتي على موقع Soccerway.com (الإنجليزية)
- فيديريكو موريتي على موقع عالم كرة القدم.نت (الإنجليزية)
- فيديريكو موريتي على موقع كووورة